# Sint-Pietersbandenkerk (Attenhoven)

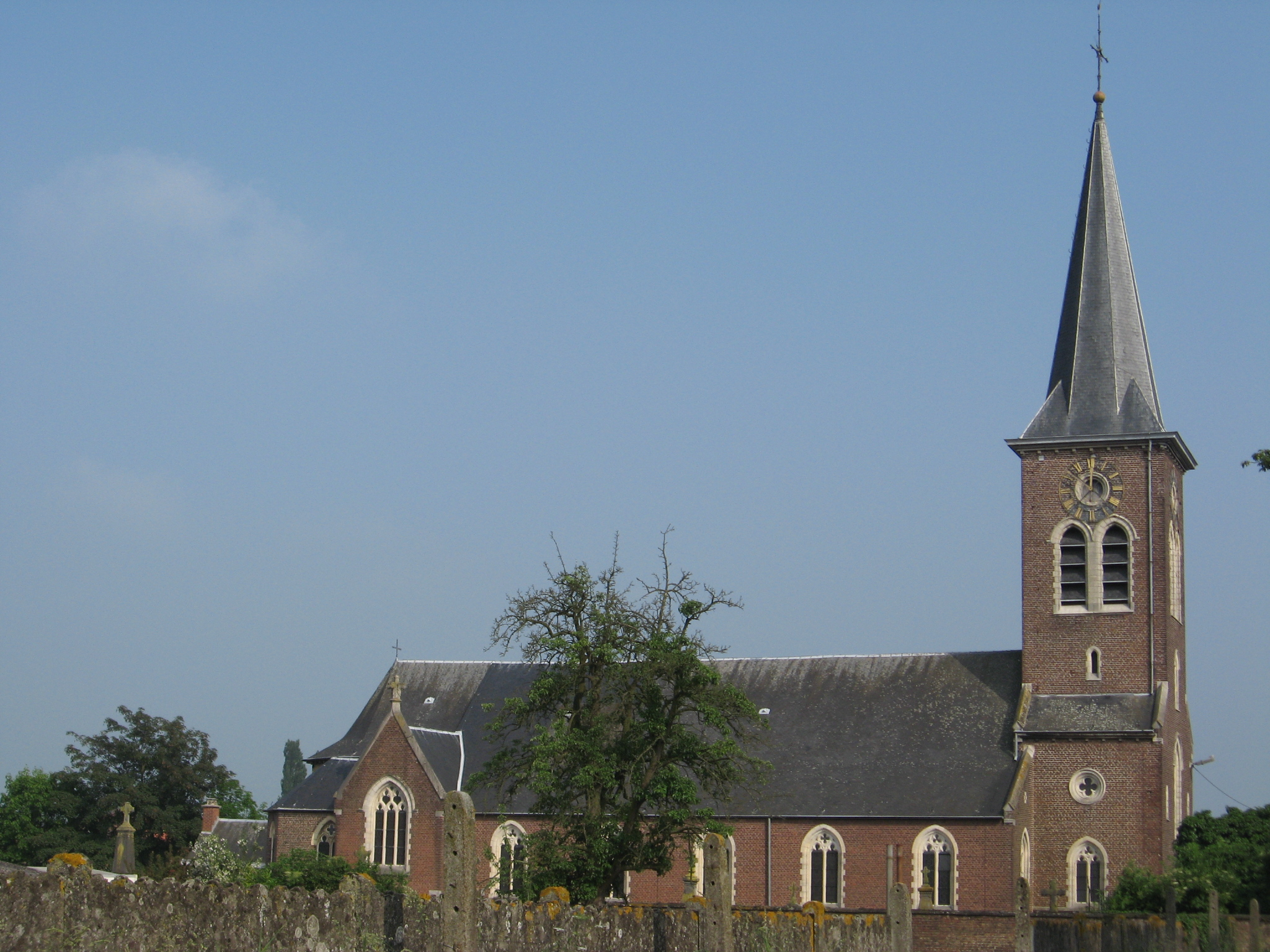
Sint-Pietersbandenkerk

De Sint-Pietersbandenkerk is de parochiekerk van de tot de Vlaams-Brabantse gemeente Landen behorende plaats Attenhoven, gelegen aan de Sint-Petrusstraat 17.

## Geschiedenis
De parochiekerk werd voor het eerst vermeld in 1608, toen een herstel- en verbouwingscampagne plaats vond aan het reeds bestaande eenbeukige kerkje. In 1615 werd de kerk opnieuw ingezegend en gewijd aan Sint-Pietersbanden. Uit deze tijd stamt het gotisch koor dat is opgetrokken in kalksteen uit Lijsem.
In 1723 werd de kerk, waarvan het patronaatsrecht berustte bij het Sint-Lambertuskapittel te Luik, vergroot met een transept en een sacristie. Omstreeks 1770 werd de kerk ingrijpend verbouwd waarbij enkel het koor en de sacristie van de voormalige kerk bleven behouden.
In 1862 werd de kerk verhoogd en omstreeks 1890 werd de kerk opnieuw vergroot in westelijke richting en werd een nieuwe westtoren gebouwd, dit naar ontwerp van Edmund Serrure jr. Het kerkschip kreeg toen, evenals de westtoren, een neogotische uitstraling. Schip en toren werden in baksteen uitgevoerd.
De kerk wordt omringd door een kerkhof.

## Gebouw
Het betreft een driebeukige kerk met voorgebouwde westtoren waarin drie 17e-eeuwse klokken hangen. Het gotisch koor is 16e-eeuws en dit wordt geflankeerd door twee neogotische zijkapellen. Het orgel van 1866 werd door de firma Ruef vervaardigd.

## Interieur
Het kerkmeubilair stamt grotendeels van eind 19e eeuw. Het doopvont is 18e-eeuws. Uit het midden van de 17e eeuw is een gepolychromeerd houten Sint-Rochusbeeld. Van een dergelijk materiaal is ook een Sint-Antoniusbeeld uit het midden van de 18e eeuw.